# Diocesi di Egnazia Appula
La diocesi di Egnazia Appula (in latino Dioecesis Egnatina in Apulia) è una sede soppressa e sede titolare della Chiesa cattolica.

## Storia
Incerti sono gli inizi della presenza cristiana nell'antica città romana di Egnazia sulla via Traiana, la cui evangelizzazione è attribuita dalla tradizione allo stesso apostolo san Pietro. Campagne di scavo hanno portato alla luce evidenze archeologiche che attestano una Chiesa locale organizzata e strutturata già alla fine del IV secolo. Giorgio Otranto così sintetizza i risultati delle ricerche archeologiche effettuate a Egnazia:
(G. Otranto, Per una storia dell'Italia tardoantica cristiana. Approcci regionali, pp. 62-63.)
La diocesi è documentata storicamente per la prima volta nei concili simmachiani all'inizio del VI secolo, tra il 501 e il 502, ai quali partecipò Rufenzio episcopus ecclesiae Egnatinae. Nel concilio del 6 novembre, attribuito da recenti studi al 501, durante il quale fu presa la decisione di interdire l'alienazione dei beni della Chiesa, Rufenzio è documentato al 20º posto nella lista delle presenze e al 14º posto in quella delle sottoscrizioni conciliari. L'anno successivo, il 23 ottobre, nel concilio detto "palmare", convocato da re Teodorico per giudicare l'operato del papa, Rufenzio sottoscrisse al 35º rango la lettera sinodale che liberò Simmaco da ogni accusa e lo ristabilì pienamente in tutti i suoi diritti.
A Egnazia vengono attribuiti altri tre vescovi, che sono probabilmente da eliminare dalla sua cronotassi. Il vescovo Basilio avrebbe preso parte al concilio lateranense del 649, dove fu condannata l'eresia monotelita; negli atti del concilio e nelle liste dei vescovi presenti, secondo l'edizione di Giovanni Domenico Mansi, non compare nessun Basilio e nessun vescovo di Egnazia. Un vescovo Eucherio sarebbe stato eletto nel 701 e consacrato l'anno successivo dal metropolita di Benevento-Siponto, mentre il vescovo Selperio avrebbe consacrato nel 720 la chiesa di San Giovanni de portu aspero a Monopoli; entrambi questi prelati sono tuttavia attestati da documenti spuri.
A causa della decadenza della città, in concomitanza con l'invasione dei Longobardi, la diocesi scomparve, come attestano le evidenze archeologiche che «documentano fasi di frequentazione degli edifici di culto fino alla fine del VI secolo e, forse, gli inizi del successivo», e non sono più noti vescovi di Egnazia. Discussa e problematica è la tradizione, non documentata storicamente, che la sede vescovile di Egnazia, attestata solo nel VI secolo, sia stata trasferita a Monopoli, la cui diocesi è nota solo a partire dai primi decenni dell'XI secolo.
Dal 2004 Egnazia è annoverata tra le sedi vescovili titolari della Chiesa cattolica; dal 24 gennaio 2006 l'arcivescovo, titolo personale, titolare è Nicola Girasoli, nunzio apostolico in Slovacchia.

## Cronotassi

### Vescovi residenziali
- Rufenzio † (prima del 501 - dopo il 502)
- Basilio ? † (menzionato nel 649)
- Eucherio ? † (menzionato nel 701)
- Selperio ? † (menzionato nel 720

### Vescovi titolari
- Nicola Girasoli, dal 24 gennaio 2006